# NGC 3712
NGC 3712 (również NGC 3714, PGC 35556 lub UGC 6516) – galaktyka spiralna (Sa), znajdująca się w gwiazdozbiorze Wielkiej Niedźwiedzicy.
Odkrył ją William Herschel 11 kwietnia 1785 roku. Niezależnie odkrył ją John Herschel 26 marca 1827 roku. Pozycje podane przez obu astronomów były niedokładne i sporo się różniły, stąd mogło się wydawać, że obserwowali dwa różne obiekty. John Dreyer skatalogował obserwację Williama jako NGC 3714, a Johna jako NGC 3712.
W bazie SIMBAD jako NGC 3712 skatalogowano galaktykę PGC 35507 (LEDA 35507).